# Faulk County
Faulk County är ett administrativt område i delstaten South Dakota, USA. År 2010 hade countyt 2 364 invånare. Den administrativa huvudorten (county seat) är Faulkton. 

## Geografi
Enligt United States Census Bureau så har countyt en total area på 2 605 km². 2 590 km² av den arean är land och 14 km² är vatten. 

### Angränsande countyn
- Custer County, South Dakota - nord
- Shannon County, South Dakota - öst
- Dawes County, Nebraska - sydost
- Sioux County, Nebraska - syd
- Niobrara County, Wyoming - väst